# Codici postali della Russia

Codici postali russi assegnati alle diverse regioni

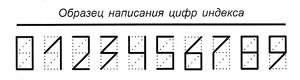
I codici postali russi vengono generalmente scritti seguendo le linee guida stampate sulle buste dell'Unione Sovietica e della Russia

I codici postali della Russia seguono le suddivisioni amministrative del paese. Tale sistema a sei cifre, introdotto nel 1971 sotto il regime sovietico, non subì alcuna modifica in seguito alla dissoluzione dell'URSS. Le prime tre cifre del codice postale (почтовый индекс, počtovyj indeks) si riferiscono al soggetto federale; le ultime tre, invece, indicano l'ufficio postale all'interno di esso. L'ufficio postale principale di un soggetto federale (почтамт, počtamt) viene indicato con tre zeri consecutivi. A Mosca i grandi centri di smistamento postale presentano un codice postale che termina con tre zeri (per esempio 102000), così come l'azienda unitaria statale federale Počta Rossii, il cui codice è 131000. Ciò significa che a Mosca vi sono diversi codici postali terminanti con tre zeri.

## Lista dei codici postali
| Regione                                       | Prime tre cifre |
| --------------------------------------------- | --------------- |
| Adighezia                                     | 385             |
| Repubblica dell'Altaj                         | 649             |
| Territorio dell'Altaj                         | 656—659         |
| Oblast' dell'Amur                             | 675—676         |
| Oblast' di Arcangelo                          | 163—165         |
| Oblast' di Astrachan'                         | 414—416         |
| Baschiria                                     | 450—453         |
| Oblast' di Belgorod                           | 308—309         |
| Oblast' di Brjansk                            | 241—243         |
| Buriazia                                      | 670—671         |
| Cabardino-Balcaria                            | 360—361         |
| Calmucchia                                    | 358—359         |
| Repubblica di Carelia                         | 185—186         |
| Cecenia                                       | 364—366         |
| Oblast' di Čeljabinsk                         | 454—457         |
| Territorio di Chabarovsk                      | 680—682         |
| Chakassia                                     | 655             |
| Circondario autonomo degli Chanty-Mansi-Jugra | 628             |
| Ciuvascia                                     | 428—429         |
| Repubblica di Crimea                          | 295—298         |
| Circondario autonomo della Čukotka            | 689             |
| Daghestan                                     | 367—368         |
| Oblast' autonoma ebraica                      | 679             |
| Inguscezia                                    | 386             |
| Oblast' di Irkutsk                            | 664—668         |
| Oblast' di Ivanovo                            | 153—155         |
| Circondario autonomo Jamalo-Nenec             | 629             |
| Oblast' di Jaroslavl'                         | 150—152         |
| Oblast' di Kaliningrad                        | 236—238         |
| Oblast' di Kaluga                             | 248—249         |
| Territorio della Kamčatka                     | 683—684         |
| Karačaj-Circassia                             | 369             |
| Oblast' di Kemerovo                           | 650—654         |
| Oblast' di Kirov                              | 610—613         |
| Repubblica dei Komi                           | 167—169         |
| Oblast' di Kostroma                           | 156—157         |
| Territorio di Krasnodar                       | 350—354         |
| Territorio di Krasnojarsk                     | 660—663         |
| — Tajmyrskij rajon                            | 647             |
| — Ėvenkijskij rajon                           | 648             |
| Oblast' di Kurgan                             | 640—641         |
| Oblast' di Kursk                              | 305—307         |
| Oblast' di Leningrado                         | 187—188         |
| Oblast' di Lipeck                             | 398—399         |
| Territorio del Litorale                       | 690—692         |
| Oblast' di Magadan                            | 685—686         |
| Repubblica dei Mari                           | 424—425         |
| Mordovia                                      | 430—431         |
| Mosca                                         | 101—135         |
| Oblast' di Mosca                              | 140—144         |
| Oblast' di Murmansk                           | 183—184         |
| Circondario autonomo dei Nenec                | 166             |
| Oblast' di Nižnij Novgorod                    | 603—607         |
| Oblast' di Novgorod                           | 173—175         |
| Oblast' di Novosibirsk                        | 630—633         |
| Oblast' di Omsk                               | 644—646         |
| Oblast' di Orenburg                           | 460—462         |
| Oblast' di Orël                               | 302—303         |
| Ossezia Settentrionale-Alania                 | 362—363         |
| Oblast' di Penza                              | 440—442         |
| Territorio di Perm'                           | 614—618         |
| — Circondario dei Komi-Permiacchi             | 619             |
| Oblast' di Pskov                              | 180—182         |
| Oblast' di Rostov                             | 344—347         |
| Oblast' di Rjazan'                            | 390—391         |
| Sacha                                         | 677—678         |
| Oblast' di Sachalin                           | 693—694         |
| Oblast' di Samara                             | 443—446         |
| San Pietroburgo                               | 190—199         |
| Oblast' di Saratov                            | 410—413         |
| Sebastopoli                                   | 299             |
| Oblast' di Smolensk                           | 214—216         |
| Territorio di Stavropol'                      | 355—357         |
| Oblast' di Sverdlovsk                         | 620—624         |
| Oblast' di Tambov                             | 392—393         |
| Tatarstan                                     | 420—423         |
| Oblast' di Tjumen'                            | 625—627         |
| Oblast' di Tomsk                              | 634—636         |
| Territorio della Transbajkalia                | 672—674         |
| Oblast' di Tula                               | 300—301         |
| Tuva                                          | 667—668         |
| Oblast' di Tver'                              | 170—172         |
| Udmurtia                                      | 426—427         |
| Oblast' di Ul'janovsk                         | 432—433         |
| Oblast' di Vladimir                           | 600—602         |
| Oblast' di Volgograd                          | 400—404         |
| Oblast' di Vologda                            | 160—162         |
| Oblast' di Voronež                            | 394—397         |